# Geraldino Saravá
José Geraldo Olímpio de Souza, mais conhecido como Geraldino Saravá (Ipaumirim, 29 de agosto de 1950), é um ex-futebolista brasileiro, que atuava como atacante.
É o maior artilheiro da história do Fortaleza Esporte Clube, com 154 gols.
Até hoje é o maior artilheiro do estádio Castelão (98 gols) e do Romeirão (72 gols).

## Carreira
Em 1977, marcou 20 gols no Campeonato Cearense e nenhum no Campeonato Brasileiro.
Em 1978, fez 26 gols no Campeonato Cearense e dois no Campeonato Brasileiro.
Em 1979, foi dispensado pelo Fortaleza e contratado pelo rival Ceará.
Campeão cearense de 1973, 1974 e 1982, ele foi ainda artilheiro do estadual de 1978. 
Além do Fortaleza, atuou, ainda, no Icasa, Guarany de Sobral, Ferroviário, Tiradentes, Sampaio Corrêa e Campinense.
Como técnico, Geraldino Saravá foi campeão cearense comandando o Icasa, em 1992.

### Títulos
Fortaleza
- Campeonato Cearense: 1973 e 1974

Individuais
- Artilheiro do Campeonato Cearense: 1976 (26 gols)[2]